# Eduard Bomhoff
Eduard Jan Bomhoff (Amsterdam, 30 september 1944) is een Nederlands voormalig politicus, econoom en hoogleraar. Hij was minister van Volksgezondheid, Welzijn en Sport in het eerste kabinet-Balkenende.

## Biografie
Bomhoff volgde het Vossius Gymnasium te Amsterdam en later het Stedelijk Gymnasium Leiden, waar hij in 1962 het diploma gymnasium β behaalde en een jaar later ook het diploma gymnasium α. Na een universitaire studie wiskunde te Leiden promoveerde hij tot doctor in de economie en ging monetaire economie doceren aan de Nederlandsche Economische Hoogeschool.
Na van 1981 tot 1994 hoogleraar in de monetaire economie geweest te zijn aan datzelfde instituut (inmiddels Erasmus Universiteit Rotterdam), werd hij achtereenvolgens directeur van de Rochester Erasmus Executive MBA-opleiding (1986-1989) en hoogleraar financiële economie aan de Universiteit Nyenrode (1994-2002). In 1995 richtte hij het onderzoekinstituut NYFER op, als antwoord op het Centraal Planbureau, dat naar zijn idee te strakke rekenmodellen hanteerde. Sinds 1989 tot aan zijn ministerschap was hij als columnist verbonden aan NRC Handelsblad.
Als columnist uitte hij zich herhaaldelijk kritisch over zijn toenmalige partij, de PvdA, waarin hij een kloof zag tussen kader en achterban.

### Minister
Op 22 juli 2002 werd Bomhoff vicepremier en minister van Volksgezondheid, Welzijn en Sport van het kabinet-Balkenende I voor de Lijst Pim Fortuyn. Dit werd beschouwd als een opmerkelijke stap, omdat hij tot 2002 PvdA-lid was en als PvdA-econoom bekendstond. In zijn boek Blinde Ambitie schreef hij dat hij Pim Fortuyn had bewonderd om zijn kritiek op het Nederlandse regentendom. Als directeur van NYFER en in zijn NRC-columns had hij meermaals gepleit voor een miljardeninvestering in volksgezondheid. Als minister kreeg hij de verantwoordelijkheid voor die sector. In september 2002 hanteerde hij het dreigement van aftreden om een aanzienlijk hoger budget te beschermen in de rijksbegroting voor 2003. In de troonrede van 2002 werd voor het eerst een "recht op zorg" erkend, als aanzet tot de afbouw van de wachtlijsten in de zorg. Bomhoff maakte daarmee als minister een begin door een aantal operaties vrij te geven, zodat ziekenhuizen en klinieken meer patiënten konden helpen.
In het kabinet kwam Bomhoff in conflict met de minister van Economische Zaken, zijn partijgenoot Herman Heinsbroek, toen die openlijk kritiek uitte op Bomhoffs rol als vicepremier. Na een suggestie van VVD-leider Gerrit Zalm drongen LPF-minister Roelf de Boer en zijn medestanders aan op het vertrek van Heinsbroek en Bomhoff. In interviews zeiden ze dat het LPF-bewindsliedenoverleg onwerkbaar was geworden door Bomhoffs vergadertechniek. Op 16 oktober 2002 ontstond de kabinetscrisis over de LPF, waarbij achtereenvolgens Bomhoff, Heinsbroek en ten slotte het voltallige kabinet aftraden.
Het boek Blinde Ambitie, dat Bomhoff schreef over zijn tijd in de regering, werd door premier Balkenende aangemerkt als controversieel, omdat Bomhoff het "geheim van het Kabinet" zou hebben geschonden. Mede door het dreigement van een gerechtelijk onderzoek werd het boek een bestseller met meer dan 30.000 verkochte exemplaren. In de zomer van 2003 liet Balkenende bekendmaken dat er nooit een onderzoek was gekomen naar de vraag of Bomhoff de regels had overtreden. Blinde Ambitie bleef het enige gedetailleerde boek over het kabinet Balkenende I.

### Na 2003
Na zijn politieke carrière werd Bomhoff in 2003 hoogleraar macro-economie aan de Universiteit van Bahrein, waar hij tot januari 2004 werkte. Sindsdien is hij hoogleraar economie aan de campus in Kuala Lumpur (Maleisië) van de Monash University in Melbourne. Hij is 'principal investigator' voor het World Values Survey en publiceert daarover in wetenschappelijke tijdschriften.